# Jõusa
Jõusa est un village de la commune rurale de Tartu du Comté de Tartu en Estonie.
Au 31 décembre 2011, il compte 22 habitants.